# Culex scheuberi
Culex scheuberi är en tvåvingeart som först beskrevs av Diego Leonardo Carpintero och Leguizamon 2005.  Culex scheuberi ingår i släktet Culex och familjen stickmyggor. Inga underarter finns listade i Catalogue of Life.